# ATP World Tour Finals 2014 - Doppio
Il doppio  dell'ATP World Tour Finals 2014 è un torneo di tennis facente parte dell'ATP World Tour 2014.
Bob e Mike Bryan hanno sconfitto in finale Ivan Dodig e Marcelo Melo per 6(5)–7, 6-2, [10-7].

## Teste di serie
1. Bob Bryan /  Mike Bryan (campioni)
2. Daniel Nestor /  Nenad Zimonjić (round robin)
3. Alexander Peya /  Bruno Soares (round robin)
4. Julien Benneteau /  Édouard Roger-Vasselin (semifinale)

1. Jean-Julien Rojer /  Horia Tecău (round robin)
2. Marcel Granollers /  Marc López (round robin)
3. Ivan Dodig /  Marcelo Melo (finale)
4. Łukasz Kubot /  Robert Lindstedt (semifinale)

## Tabellone

### Legenda
| - Q = Qualificato - WC = Wild card - LL = Lucky loser | - ALT = Alternate - SE = Special Exempt - PR = Protected Ranking | - w/o = Walkover - r = Ritirato - d = Squalificato |

### Fase Finale
|  | Semifinali | Semifinali                              | Semifinali                              | Semifinali | Semifinali |  |  | Finale | Finale                  | Finale | Finale | Finale |  |
|  |            |                                         |                                         |            |            |  |  |        |                         |        |        |        |  |
|  | 8          | Łukasz Kubot Robert Lindstedt           | 6                                       | 4          | [6]        |  |  |        |                         |        |        |        |  |
|  | 7          | Ivan Dodig Marcelo Melo                 | 4                                       | 6          | [10]       |  |  | 7      | Ivan Dodig Marcelo Melo | 7      | 2      | [7]    |  |
|  | 4          | Julien Benneteau Édouard Roger-Vasselin | Julien Benneteau Édouard Roger-Vasselin | 0          | 3          |  |  | 1      | Bob Bryan Mike Bryan    | 65     | 6      | [10]   |  |
|  | 1          | Bob Bryan Mike Bryan                    | Bob Bryan Mike Bryan                    | 6          | 6          |  |  |        |                         |        |        |        |  |

### Gruppo A
|   |                               | Bryan               | Peya Soares       | Rojer Tecău         | Kubot Lindstedt  | RR V–P | Set V–P     | Game V–P      | Classifica |
| 1 | Bob Bryan Mike Bryan          |                     | 7–6(3), 7–6(2)    | 6(4)–7, 6-3, [10-6] | 6(3)–7, 3-6      | 2-1    | 4-3 (57,1%) | 36-35 (50,7%) | 2          |
| 3 | Alexander Peya Bruno Soares   | 6(3)–7, 6(2)–7      |                   | 6-3, 3-6, [12–10]   | 4-6, 6-3, [6-10] | 1-2    | 3-5 (37,5%) | 32-33 (49,2%) | 3          |
| 5 | Jean-Julien Rojer Horia Tecău | 7–6(4), 3-6, [6-10] | 3-6, 6-3, [10–12] |                     | 4-6, 6(4)–7      | 0-3    | 2-6 (25%)   | 29-36 (44,6%) | 4          |
| 8 | Łukasz Kubot Robert Lindstedt | 7–6(3), 6-3         | 6-4, 3-6, [10-6]  | 6-4, 7–6(4)         |                  | 3-0    | 6-1 (85,7%) | 36-29 (55,4%) | 1          |

La classifica viene stilata in base ai seguenti criteri: 1) Numero di vittorie; 2) Numero di partite giocate; 3) Scontri diretti (in caso di due giocatori pari merito ); 4) Percentuale di set vinti o di games vinti (in caso di tre giocatori pari merito ); 5) Decisione della commissione.

### Gruppo B
|   |                                         | Nestor Zimonjić     | Benneteau Roger-Vasselin | Granollers López     | Dodig Melo       | RR V-P | Set V-P     | Game V-P      | Classifica |
| 2 | Daniel Nestor Nenad Zimonjić            |                     | 4-6, 7-5, [5-10]         | 6(5)–7 , 6-3, [11-9] | 3-6, 5-7         | 1-2    | 3-5 (37,5%) | 32-35 (47,8%) | 3          |
| 4 | Julien Benneteau Édouard Roger-Vasselin | 6-4, 5-7, [10-5]    |                          | 4-6, 4-6             | 4-6, 6-2, [10-8] | 2-1    | 4-4 (50%)   | 31-31 (50%)   | 1          |
| 6 | Marcel Granollers Marc López            | 7–6(5), 3-6, [9-11] | 6-4, 6-4                 |                      | 6(5)–7, 6(12)–7  | 1-2    | 3-4 (42,9%) | 34-35 (49,3%) | 4          |
| 7 | Ivan Dodig Marcelo Melo                 | 6-3, 7-5            | 6-4, 2-6, [8-10]         | 7–6(5), 7–6(12)      |                  | 2-1    | 5-2 (71,4%) | 35-31 (53%)   | 2          |

La classifica viene stilata in base ai seguenti criteri: 1) Numero di vittorie; 2) Numero di partite giocate; 3) Scontri diretti (in caso di due giocatori pari merito ); 4) Percentuale di set vinti o di games vinti (in caso di tre giocatori pari merito ); 5) Decisione della commissione.